# Hilde Guddorf
Hilde Guddorf, geborene Hildegard Morgner (* 5. Juli 1907; † 5. November 1980 in Berlin) war eine deutsche Widerstandskämpferin und Politikerin in der DDR.

## Leben
Die Eltern von Hildegard Morgner sind Gertrud Morgner und Edwin Morgner, beide waren Mitgründer der KPD; dadurch wurde sie in einem recht frühen Alter zum Mitglied der Arbeiterjugendbewegung in Deutschland. Beruflich qualifizierte sich Morgner als Stenokontoristin.
Als Stieftochter des KPD-Reichstagsabgeordneten Emil Höllein und als Ehefrau von Wilhelm Guddorf, der im März 1934 verhaftet und zu drei Jahren Zuchthaus verurteilt worden war, war sie von 1933 an ein integrales Mitglied der Widerstandsbewegung gegen das Nazi-Regime. So verbarg sie monatelang eine wertvolle marxistische Bibliothek und hielt Verbindung nach Moskau. In der Kriegszeit leistete sie an der Seite von Karl Frank – sie war 1942 geschieden worden – illegale Arbeit. Sie hatte großen Anteil an der Herausgabe des „Informationsdienstes“ und sicherte die Verbindung zwischen den Widerstandsgruppen um Robert Uhrig und Harro Schulze-Boysen sowie zwischen den Berliner und Hamburger Gruppen der Roten Kapelle.
In der DDR war sie Abgeordnete der Stadtbezirksversammlung von Berlin-Köpenick.
Beigesetzt wurde sie in der Gedenkstätte der Sozialisten auf dem Zentralfriedhof Friedrichsfelde.